# بریتانیا (استان روم)

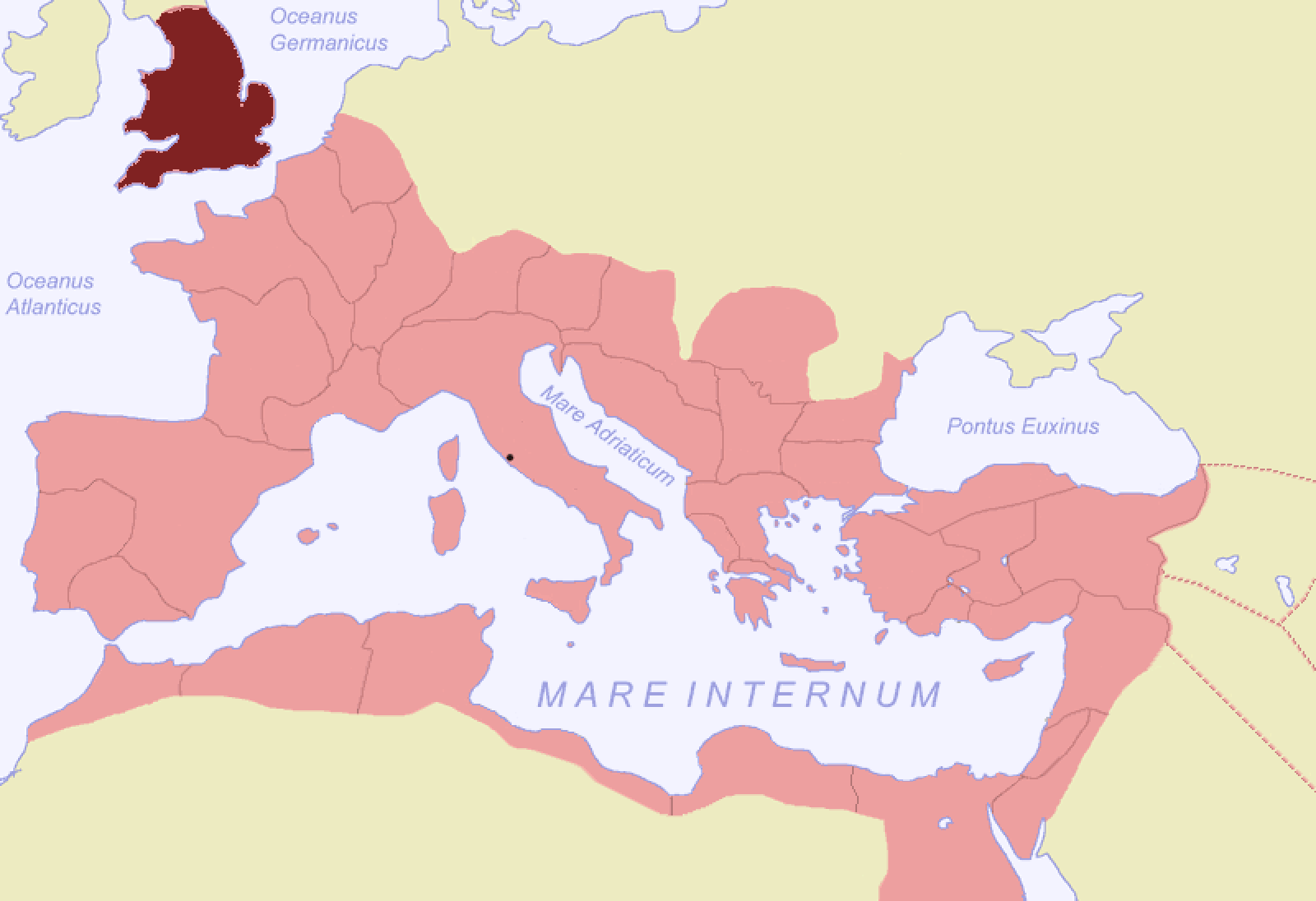
موقعیت بریتانیا در امپراتوری روم

بریتانیای رومی (به انگلیسی: Roman Britain) (به لاتین: Britannia یا بعداً Britanniae) بخشی از جزیره بریتانیا بود که میان سال‌های ۴۳ پیش از میلاد تا ۴۱۰ میلادی تحت استیلای امپراتوری روم قرار داشت. پایتخت این سرزمین، شهر لوندینیوم بود و سرتاسر انگلستان، ولز و برای مدت کوتاهی جنوب اسکاتلند را دربرمی‌گرفت.
نخستین یورش گسترده به بریتانیا در سال‌های ۵۵ و ۵۴ پیش از میلاد از سوی ژولیوس سزار در طی جنگ‌های گالی صورت گرفت، ولی نخستین پیروزی بزرگ رومیان در جزیره در سال ۴۳ پس از میلاد با رهبری کلادیوس روی داد.

## نوشتار مرتبط
- جنگ‌های گالی